# Беатріс Гаттон
Беатріс Гаттон (англ. Beatrice May Hutton; 1893—1990), також відома як Беа Хаттон, — австралійська архітекторка. 30 жовтня 1916 року вона стала першою жінкою, яку прийнято до Інституту архітекторів в Австралії. Це сталося після відмови попереднім заявницям, у тому числі Флоренс Тейлор у 1907 році, на підставі того, що вони жінки.

## Життя і робота
Беатріс Гаттон народилася 16 липня 1893 року у Фоллі, Лейкс-Крик, центральний Квінсленд, і була другою з семи дітей тваринника і землеміра Фальконера Веста Гаттона і Клари Сусанни, уродженої Голт. Ранні роки вона провела у родинному будинку в Комет-Даун. Посуха змусила сім'ю покинути землю в 1902 році, і в 1906 вони переїхали в Рокгемптон, де Беатріс навчалася у Рокгемптонській середній школі.
Беатріс Гаттон не отримувала жодної формальної архітектурної освіти, а почала стажування в землемірному офісі свого батька у Рокгемптоні. Спершу вона хотіла продовжити кар'єру в землемірстві, але мусила «прийняти архітектуру як найближчу можливу альтернативу». Пізніше вона була ученицею у Hockings and Palmer, архітектурному офісі Едвіна Мортона Гокінгса. Вона стала головним директором фірми під час військової служби Гокінгса.
Гаттон стала першою жінкою, яку прийняли в архітектурний інститут в Австралії, коли 30 жовтня 1916 року стала членкинею Квінслендського інституту архітекторів. Сіднейський архітектурний журнал The Salon оголосив:

Ми впевнені, що Квінслендський інститут є першим австралійським інститутом архітектури, що прийняв жінку в свої ряди… Документи, подана Раді інститут кандидаткою, показують, що міс Гаттон — серйозна і працелюбна студентка, і заявку було схвалено її керівниками.
Оригінальний текст (англ.)
The Queensland Institute is, we believe, the first Australian Institute of Architecture to admit a lady member...The credentials placed before the Institute Council by the candidate showed that Miss Hutton was an earnest and industrious student, and the application was supported by her principals.

 Не до кінця ясно, в чому полягає її внесок в роботу Hockings and Palmer, однак кілька будинків з широкими верандами у Рокгемптоні вважаються роботою Гаттон у ранні роки її кар'єри, наприклад, нині визнана культурною спадщиною резиденція Радда. Будинки особливо цікавили Гаттон і, як і інші перші архітекторки, вона вважала, що жінки відіграли значну роль у розробці будинків, що придатні для місцевого клімату і враховують можливості економії праці.
Після переїзду до Сіднея наприкінці 1916 року її кар'єра просунулася далі, вона в основному працювала над житловими проектами, а також будівлею масонського клубу Нового Південного Уельсу (1927) і будинку Сіріуса по вулиці Маккварі-Плейс. З квітня 1917 року вона працювала на архітектора з Квінсленда Клода Вільяма Чемберса, ставши молодшим партнером у 1931—1933 роках. У ці роки його фірма містилася у каталозі Sands New South Wales Directory під назвою «Chambers and Hutton» і, можливо, Гаттон була єдиною жінкою-директором у Сіднеї в той час. Вона повернулася в Рокгемптон у 1934 році, щоб піклуватися про своїх літніх батьків, таким чином припинивши свою архітектурну кар'єру.
Гаттон вважала, що жінки зробили вагомий внесок у проектування житлового простору, «у дизайн будинків, що підходять для клімату та обладнані для сучасного життя», і вона найбільш відома своєю роботою над житловими будівлями у Рокгемптоні та Сіднеї.

## Пізніше життя
У 1933 році кар'єр Гаттон обірвалася, коли вона повернулася до Рокгемптона доглядати за батьком, в якого різко погіршилося здоров'я, матір'ю. Після смерті батька, Гаттон разом з матір'ю у 1936 році переїхала до Брісбена і відкрила арт-студію на Квін-стріт, де виставляла і продавала свою різьбу по дереву. У 1984 році, коли Гаттон було 90 років, Джудіт Маккей написала, що «Беатріс Гаттон наразі живе в оточенні разючого масиву предметів власної ручної роботи: різьби по дереву, гончарних виробів і килимів. Її стійкий ентузіазм до використання своїх творчих навичок надихає. Вона виставляла і продавала свої роботи в студії „The Glory Box“, яку вона відкрила разом з матір'ю в Брісбені. У пізніші роки життя вона продовжила розвивати свої ремісництво, лише коротко повернувшись до архітектурної практики в 1940 році».
Гаттон померла 7 жовтня 1990 року в Індрепіллі, Брісбені, і була кремована. На її честь названі Премія Беатріс Гаттон з комерційної архітектури, яка вручається Квінслендським відділенням Австралійського інституту архітекторів, кімната Беатріс Гаттон у Рокгемптонській художній галереї, і будинок Беатріс Гаттон у коледжі Капрікорнія Центральноквінслендського університету в Рокгемптоні.

## Проекти
- Резиденція Дж. В. Далцелла, Рокгемптон (близько 1916 р.)[4]
- будинок Майлза, Рокгемптон (близько 1919)[5]
- будинок Г. Радда, Рокгемптон (1923)[2]
- «Нґаріта», Белв'ю-Гілл, Сідней (1923) — приписується архітектору Джеймсу Вікарсу (брат дядька Гаттон)[5]
- Брекнелл-стріт, Рокгемптон (1926)[4]
- Будівля клубу NSW Masonic Club (1927)[4]
- Sirius House, Маккварі-Плейс[4]

## Подальше читання
- D. Watson and J. McKay, A Directory of Queensland Architects to 1940 (1984)
- G. R. Cooke, Lady Woodcarvers of Rockhampton (2000)
- Daily Mail (Brisbane), 21 October 1916, p 12
- Morning Bulletin (Rockhampton), 23 November 1933, p 6
- McKay, Judith ‘Beatrice May Hutton Australia's first woman architect?’, Lip Volume 8 1984, pp. 100—103
- Willis, Julie and Hanna Bronwyn, Women Architects in Australia 1900—1950, Royal Australian Institute of Architects, Canberra, 2001
- Hanna, Bronwyn, ‘Australia's Early Women Architects: Milestones and Achievements’ Fabrications Vol 12, no 1, June 2002